# Yoshioka Kenji
Yoshioka Kenji (japanisch 吉岡 堅二; geb. 27. Oktober 1906 in Tokio; gest. 15. Juli 1990) war ein japanischer Maler der Nihonga-Richtunga in der Shōwa-Zeit.

## Leben und Werk
Yoshiokas Vater gehörte zum Atelier des Terazaki Kōgyō (寺崎 広業; 1866–1919). 1923 verließ Yoshioka die Mittelschule, um Malerei unter dem Maler Noda Kyūho (1879–1971) zu studieren. Seine erste Anerkennung erhielt er auf der 7. Teiten-Ausstellung 1926 und dann eine größere Auszeichnung auf der 11. Ausstellung für sein Bild „Rehe von Nara“ (奈良の鹿, Nara no shika). Er stelle auch weiterhin auf der Teiten aus und gründete 1934 zusammen mit Fukuda Toyoshirō, Komatsu Hitoshi, Iwahashi Eien und anderen, die „Neue Nihonga Forschungsvereinigung“ (新日本画研究会, Shin Nihonga kenkyū-kai). 1938 beteiligte er sich an der Gründung der „Neuen Künstlervereining“ (新美術人協会, Shin bijutsujin kyōkai), die wiederum die Basis bildete für die Nihonga-Abteilung innerhalb der „Neuen kreativen Gesellschaft“ (新製作協会, Shin seisaku kyōkai).
Von 1940 bis 1942 nahm er an dem Projekt teil, das sich mit dem Kopieren der Wandbilder in Gebäuden des  Hōryū-ji befasste. Er fungierte auch als Juror für die Bunten-Ausstellungen. In den Jahren von 1943 bis 1945 schuf er Kriegsbilder, von den einige im Nationalmuseum für moderne Kunst Tokio aufbewahrt werden.
Nach dem Krieg setzte er seien Tätigkeit für die Nachfolgeeinrichtung, die Nitten, fort. beteiligte sich dann aber 1948, zusammen mit Fukuda Toyoshirō, Uemura Shōkō, Yamamoto Kyūjin, Takahashi Shūsō und anderen, an der Gründung der Gruppe „Kreativen Kunst“ (創造美術, Sōzō bijutsu). 1951 vereinigte sich diese Gruppe mit der „Neuen Gesellschaft der kreativen Richtung“ (新制作派協会, Shin seisakuha kyōkai), eine Gruppe von Malern im westlichen Stil (洋画, yōga), zur „Neuen kreativen Gesellschaft“ (新制作協会, Shin seisaku kyōkai). Die Mitglieder der „Kreativen Kunst“ bildeten dabei die bedeutendste Gruppe der Nihonga-Richtung.
Yoshioka erhielt 1950 den Großen Preis des Kultusministers und 1971 den Preis der Akademie der Künste. Er wurde 1959 Assistenzprofessor an der Geidai, wurde später Professor und wirkte dort bis 1969. – Seine frühen Werke, wie „Frau, auf einem Stuhl sitzend“ (椅子による女, Isu ni yoru onna; 1931), zeigen einen Hauch des Art déco, später werden die Blumen-und-Vögel Bilder etwas abstrakter. Er verband intellektuelle Komposition mit kühner Farbgebung. Typische Werke sind „Feuchtgebiet“ (湿原, Shitsugen; 1940) im Nationalmuseum für moderne Kunst Tokio und „Fasan“ (雉子, Kiji) im Riccar-Kunstmuseum, ebenfalls in Tokio.

## Bilder im Nationalmuseum
- „Frau, auf einem Stuhl sitzend“
- „Feuchtgebiet“

| Personendaten    | Personendaten         |
| ---------------- | --------------------- |
| NAME             | Yoshioka, Kenji       |
| ALTERNATIVNAMEN  | 吉岡 堅二 (japanisch) |
| KURZBESCHREIBUNG | japanischer Maler     |
| GEBURTSDATUM     | 27. Oktober 1906      |
| GEBURTSORT       | Tokio                 |
| STERBEDATUM      | 15. Juli 1990         |